# Ланжевен, Поль
Поль Ланжеве́н (фр. Paul Langevin; 23 января 1872, Париж — 19 декабря 1946, там же, прах перенесён в Пантеон) — французский физик и общественный деятель, создатель теории диамагнетизма и парамагнетизма.
Член Парижской Академии наук (1934), член-корреспондент Российской академии наук (1924) и почётный член Академии наук СССР (1929), иностранный член Лондонского королевского общества (1928).

## Биография
Ланжевен родился в Париже в семье рабочего. Учился в Высшей школе промышленной физики и химии (ESPCI), затем в Высшей нормальной школе, по окончании которой учился и работал в Кембридже, в Кавендишской лаборатории под руководством сэра Дж. Дж. Томсона. Занимался изучением электропроводности газов.
После возвращения в Сорбонну он в 1902 году под научным руководством Пьера Кюри получил докторскую степень. В 1904 году стал профессором физики в Коллеж де Франс. В 1926 году Поль Ланжевен возглавил Высшую школу промышленной физики и химии, в которой получил образование. В 1934 году становится членом Академии наук.
Известен своими работами по парамагнетизму и диамагнетизму, он разработал современную интерпретацию этого явления с точки зрения спинов электронов в атомах. Его самая известная работа заключалась в применении ультразвука с использованием пьезоэлектрического эффекта Пьера Кюри. Во время Первой мировой войны он работал над обнаружением подводных лодок с помощью этих звуков, в соавторстве с русским эмигрантом Константином Шиловским создал первый работающий образец гидролокатора. За свою карьеру Поль Ланжевен многое сделал и для распространения теории относительности во Франции, а также сформулировал Парадокс близнецов.
Сыграл существенную роль в ознакомлении ведущих физиков с идеями Луи де Бройля (см. Волны материи в статье о де Бройле) о волновой природе квантовых свойств частиц, явившемся одним из ключевых моментов в создании современной квантовой механики.

## Общественная деятельность
Один из активных участников созданной в 1898 году Лиги прав человека, президентом которой являлся в конце жизни. В молодости принимал активное участие в защите Дрейфуса, с чем и было связано его первое политическое выступление. Поддержал Октябрьскую революцию, в 1919 году был в числе основателей Кружка друзей новой России. Выступал за амнистию морякам французской эскадры, участвовавшим в восстании на флоте на Чёрном море и сорвавшим интервенцию сил Франции во время Гражданской войны в России. В том же 1920 году, являясь профессором высшего учебного заведения, осудил использование студентов в качестве штрейкбрехеров во время транспортной забастовки в Париже.
Выступал свидетелем на процессе Шварцбарда (1927) и на процессе коммунистов по делу о расстреле на улице Дамремон (1926). Занимался антифашистской деятельностью: был одним из руководителей организованного в 1933 году Амстердамского антифашистского комитета, в 1934 году возглавил Комитет бдительности интеллигентов-антифашистов. Поддерживая Социалистическую партию (СФИО), выступал как активный сторонник Народного фронта с коммунистами и партией радикалов, а также противник Мюнхенского пакта. В 1939 году основал и возглавил прогрессивный общественно-политический журнал «La Pensée» («Мысль»). 20 марта 1940 года выступил в защиту незаконно арестованных 44 депутатов от Французской коммунистической партии на заседании военного трибунала.
Ланжевен был ярым противником нацизма, за что был снят с поста директора ESPCI правительством Виши после оккупации Франции нацистской Германией (восстановлен в должности в 1944 году). Имел возможность покинуть страну по приглашению советского физика П. Л. Капицы, но задержался, чтобы воспрепятствовать антисемитской кампании в Парижском университете. В октябре 1940 года был арестован фашистскими оккупантами, в декабре 1940 года выслан под надзор полиции в Труа, где занял место преподавателя физики в средней женской школе. Семья Ланжевена принимала активное участие в Движении Сопротивления. Дочь Ланжевена была арестована и отправлена в Освенцим, где пробыла всю войну. Муж дочери, Соломон, известный коммунист и антифашист, был расстрелян немцами в 1942 году. Узнав о расстреле своего зятя, Ланжевен написал Жаку Дюкло письмо, в котором просил зачислить его в коммунистическую партию на то место, которое занимал Соломон.
Самому Ланжевену, жизни которого также угрожала опасность, удалось, несмотря на преклонный возраст, бежать через Альпы в Швейцарию с помощью участников Сопротивления в мае 1944 года. По возвращении в сентябре 1944 года в освобожденную Францию официально вступил в ряды ФКП. Совместно с психологом Анри Валлоном, также вступившим в компартию в годы войны, возглавил парламентскую комиссию по реформе системы образования. Бывал в СССР, где посещал Москву, Харьков, Тбилиси. Первый председатель общества «Франция — СССР» (1946).

## Педагогическая деятельность
Был научным руководителем Луи де Бройля. Диссертация Бройля, которую тот защищал в Сорбонне в 1924 году, не была понята до конца комиссией из крупнейших учёных, в которую входил и Ланжевен. Однако именно Ланжевен послал диссертацию Бройля Эйнштейну.

## Личная жизнь
В 1898 году женился на Жанне Дефос (Jeanne Desfosses), в браке с которой родилось четверо детей. Пятый сын, Поль-Жильбер Ланжевен, ставший впоследствии известным музыковедом, родился от его связи с физиком Элианой Монтель.
В 1910—1911 годах у него был роман с Марией Кюри, женой умершего к тому времени учителя, Пьера Кюри. Когда о нём узнала пресса, это привело к кампании против Марии. Ланжевен вызвал на дуэль журналиста, предавшего огласке их отношения с Марией. Дуэль закончилась без кровопролития — оба участника отказались стрелять.

## Оценки деятельности
Ланжевен был одним из наиболее выдающихся людей современности.Ф. Жолио-Кюри

## Память
В 1970 году Международный астрономический союз присвоил имя Поля Ланжевена кратеру на обратной стороне Луны.

## Сочинения
- Oeuvres scientifiques. — Paris, 1950.
- Избранные труды. — М., 1960 (Классики науки).
- Избранные произведения. Статьи и речи по общим вопросам науки. — М., 1949.
- Поль Ланжевен Физика за последние двадцать лет. — 1928.